# 大昌原の戦い
大昌原の戦い（だいしょうげんのたたかい）は、大昌原（現在の甘粛省慶陽市寧県）で行われたモンゴル帝国と金朝との間の戦闘。
大昌原でのモンゴル軍と金軍の戦闘は1228年（正大5年/監国元年）と1230年（正大7年/太宗2年）の2度に渡って行われているが、いずれもモンゴル軍側が敗れて撤退に追い込まれている。この戦いは、倒回谷の戦いと並んでモンゴル・金戦争における数少ない金側の勝利として知られる。

## 背景
1211年に始まるモンゴルの金朝侵攻は、本来金朝の軍事征服を目的としたものではなかったが、金側の失策もあって最終的に中都一帯までがモンゴルに支配されるに至った。その後、チンギス・カンより東方計略を任じられたムカリは河北各地を転戦して現地の漢人有力者（後の漢人世侯）を服属させ、モンゴルによる中国支配の礎を築いた。
しかし、ムカリは1223年に陝西方面への進出に失敗した直後に亡くなり、息子のボオルが跡を継いだもののモンゴルの支配権の拡大は停滞した。更に、1227年にチンギス・カンが死去すると第2代皇帝が選出されるまでに1年半ほどの時間がかかり、中国史上で｢拖雷（トルイ）監国期」と呼ばれるこの期間中、モンゴル軍は各地で大規模な軍事活動を控えた。大昌原の戦いは、このようにモンゴル軍の金朝出兵が最も低調な時期に行われたものであった。

## 概要

### 第一次戦闘（大昌原の戦い）
1226年のチンギス・カンの死によってモンゴル軍の脅威が和らぐと金朝の皇帝哀宗は防備態勢の強化に努め、移剌蒲阿・完顔合達・完顔賽不・完顔陳和尚らを対モンゴル戦線に新たに起用した。特筆されるのが完顔陳和尚率いる「忠孝軍」の存在で、ウイグル人（回紇）・ナイマン人（乃満）・タングート人（羌・渾）らモンゴル帝国によって滅ぼされた国からの亡命者によって構成されるこの軍団は、高い士気とモンゴル軍にも匹敵する機動力を有する金朝にとって切り札とも言える部隊であった。
1228年（正大5年/監国元年）3月、モンゴル軍の一部隊が大昌原に入ったとの報告がなされると、完顔合達は配下の将軍たちに誰が先鋒を務めるか問うた。そこで完顔陳和尚が進み出てこれに応じ、出陣前に沐浴してまさに棺桶に入る者のように装い、甲冑を着けると振り返ることなく出陣した。大昌原でモンゴル軍と対峙した完顔陳和尚は400騎の忠孝軍で8000の敵軍を破る大勝利を挙げ、金軍の士気は高まった。
完顔陳和尚と同時代の文人の元好問によるとこの時の大昌原での勝利は、チンギス・カンの侵攻以来約20年ぶりに金軍が手に入れた本格的な勝利であり、完顔陳和尚の名は短期間で天下に広まったという。また、同年8月には山東地方で金朝に反旗を翻していた李全が厳実に敗れて敗走しており、金朝にとって1228年は1211年のモンゴルの侵攻以来初めて事態が好転し始めた年であった。

### 第二次戦闘（慶陽・衛州の戦）
1229年秋、2年の空位期間を経て即位したオゴデイは即位後最初の大事業として金朝の征服を掲げ、先遣隊としてドゴルク・チェルビを陝西方面に派遣した。ドゴルク・チェルビは南下して慶陽を包囲したため、これを撃退すべく紇石烈牙吾塔・移剌蒲阿らが出撃した。両軍は1230年正月に再び大昌原で激突し、この戦闘でドゴルク率いるモンゴル軍が敗退したことによって慶陽の包囲は解かれた。
また、同年冬には金側の武将の武仙がモンゴル側の都城である潞州を包囲し、これを撃退すべく出撃したムカリの孫に当たるタシュが敗退したことによって潞州は陥落してしまった。これを受けてオゴデイはアルチダイを援軍として派遣し、タシュとアルチダイの連合軍は潞州を奪還したものの、退却した武仙は衛州で籠城した。史天沢ら漢人世侯が衛州を攻撃したものの、完顔合達が10万の軍勢を率いて救援に来たため、ここでもモンゴル軍は敗れて撤退に追い込まれた。
こうして、1230年はモンゴル側にとって「戦は利あらず、諸将みな敗北する」という敗勢に終わった。もっとも、この時金軍に敗れたモンゴル軍は単なる先遣隊に過ぎず、オゴデイ・トルイ・オッチギンの3将が率いる本隊が南下を始めると、金朝は一挙に滅亡の淵に立たされることになる。なお、敗北を喫したドゴルク・チェルビは責任を問われて処刑されたが、後にオゴデイはこの処断を悔いて自らの「4つの過ち」の一つに数えたと『元朝秘史』は伝えている。

## 『金史』白華伝
『金史』巻114列伝52に所収される白華伝は、列伝でありながら白華の長い人生（白華は67歳で亡くなった元好問より年上で、なおかつ元好問より後に亡くなっている）のうち1224年から1236年の12年間のみを扱う特異な記録である。『金史』白華伝の前半部分は1228年（正大5年）の「大昌原の勝利」以後、金朝朝廷が対モンゴル戦略をどのように決めていったかについて、客観的な事実しか述べない『金史』哀宗本紀とは対照的に、哀宗や白華自身の言葉も交えつつ詳細に描いている。
『金史』白華伝によると哀宗は「（第一次）大昌原の勝利」を受けて切り札たる「忠孝軍」を淮南方面に派遣して李全の勢力を完全に滅ぼそうとしたが、白華はモンゴル軍の侵攻に備える事の方が重要であると述べ、妥協案として忠孝軍の中の一部隊のみを開封から南方の尉氏に駐屯させるという決定がなされた。また、潞州から撤退してきた武仙が衛州に入った時、先に衛州に入っていた完顔陳和尚の「衛州帥府」と武仙の「恒山公府」という二つの同格の元帥府が対立することが懸念されたため、白華が衛州に派遣されて両者を調停した。白華が衛州でどのような活動を行ったかは言及されないが、先述したように衛州は完顔合達の救援軍が至るまでモンゴル軍の攻撃を耐え抜いたため、白華による二つの元帥府の調停は成功に終わったようである。
1229年にモンゴル側でオゴデイ・カアンが即位すると、金朝朝廷はモンゴル軍の南下に備えるため完顔賽不に移剌蒲阿・完顔陳和尚を率いて邠州に駐屯させた。果たしてドゴルク・チェルビ率いる軍団が南下すると、哀宗の命を受けた白華が邠州に急行して移剌蒲阿らに慶陽に趣くよう伝え、結果として1230年正月の「（第二次）大昌原の勝利」に繋がるに至った。
1231年、トルイ率いるモンゴル右翼軍は南下して陝西方面の要衝の鳳翔を包囲したが、完顔合達・移剌蒲阿らはなかなか救援に赴こうとしなかった。そこで哀宗の命を受けた白華が両将の下を訪れて何故救援に赴かないのか問いただしたところ、完顔合達は「今は動くべき時ではない」と答え、移剌蒲阿は「モンゴル軍の兵糧が尽きて撤退するのを待つべきである」と答えた。白華は両将がモンゴル軍を恐れて動かないのではないかと疑い、白華の報告を受けた哀宗は完顔合達・移剌蒲阿らに改めて出陣して鳳翔を救うよう命じた。ところが、両将は出陣して20里の所でモンゴル兵と戦うと、早くも撤退してしまった。これを聞いた白華が「如何ともする無し」と嘆いて間もなく、鳳翔が陥落したとの報告が朝廷に届いた。
以上、『金史』白華伝の前半部分は第一次・第二次「大昌原の戦い」によって希望を得た金朝が、「鳳翔府の陥落」という金朝が滅亡に至る最後の転換点に向けてどのような足跡を辿ったかを活写する。『金史』白華伝は元好問の残した記録を元に編纂されたと見られるが、元好問がこの記録で伝えたかったのは「聡明な漢人官僚の努力にもかかわらず、自己保身に走る女真人・契丹人将軍の無能によって金朝の滅亡はもたらされた」ことであると考えられる。同じく末期の金朝に仕えた劉祁は『帰潜志』巻12「弁亡」において「女真人固有の慣習・制度を残したこと」が金朝の滅亡の原因であると明言しており、劉祁や元好問ら漢人文化人は共通した史観を抱いていたようである。